# المجتمع المدني: دراسة نقدية
المجتمع المدني: دراسة نقدية هو كتاب للمفكر العربي عزمي بشارة صدر في عدة طبعات، وكانت طبعته الأولى قد صدرت في عام 1998 عن مركز دراسات الوحدة العربية وظهرت منه ثلاث طبعات عن المركز في بيروت، ثم صدرت طبعتان منه في فلسطين، ثم صدرت الطبعة السادسة الجديدة في 2012 عن المركز العربي للأبحاث ودراسة السياسات، (400 صفحة بالقطع الوسط)

## أهمية الكتاب
ما يزال الكتاب في طبعته السادسة، التي اشتملت على مقدّمة طويلة وخاصّة من المؤلّف، يمثّل أهمية نظريّة ككتاب مرجعيّ في موضوع «المجتمع المدني» وتطوّر المفهوم تاريخيًا وسياقات توظيفه في العالم العربي مؤخرًا، خاصة أن الطبعة السادسة قد صدرت في سياق احتجاجات الربيع العربي، والتي عاد فيها السؤال عن مفهوم المجتمع المدني ودوره وفاعليته في المجتمعات العربية.
يتناول الكتاب الشّروط التاريخيّة لظهور فكرة المجتمع المدني عبر بدء تمفصل المجتمع المدنيّ عن الدّولة، وكذلك نشوء مفاهيم الأمّة والقوميّة والمواطنة والدّيمقراطيّة. ويشتمل على معالجة نقديّة وافية لمفهوم المجتمع المدنيّ، فيسائل المؤلف رواج المصطلح في الخطاب العربي مؤخرًا، بشكل ينزع عنه فعاليته وقدرته التفسيرية.
وينتقد بشارة عدم التمييز بين «المجتمع المدني» و«المجتمع الأهلي» في العالم العربي، إذ يوضح في كتابه الفرق الجوهري بين المفهومين، وخاصة في المقدّمة التي يسرد فيها عزمي بشارة بشكل وافٍ تاريخ نشوء فكرة المجتمع المدني عربيًا، وارتباطها بحالة النكوص السياسي الذي أصاب المثقف العربي في تسعينات القرن العشرين، بعد انحسار الأفكار اليسارية والقوميّة، مع انهيار المعسكر الشيوعي وتفكك الاتحاد السوفيتي والأزمات التي شهدها العالم العربيّ إبان ذلك مثل احتلال الكويت عام 1990 واتفاق أوسلو عام 1993، ومحاولة بعض المثقفين بطريقة انسحابية اختزال مفهوم «المجتمع المدني» في «المنظمات غير الحكومية» أو ما يعرف باسم "NGO’s".
يؤكّد عزمي بشارة في الكتاب أنّ نزع «السياسي» عن مفهوم المجتمع المدنيّ والاستمرار في استخدام هذا المفهوم دون وجود نضال سياسي مؤدٍ إلى الديمقراطية يؤدي إلى إجهاض المفهوم وسلبه من أهم وظائفه التاريخية والمرتبطة بالسياسة والاقتصاد، فالمجتمع المدني في نظر عزمي بشارة هو «صيرورة فكرية وتاريخية نحو المواطنة والديمقراطية».